# Joseph Louis Proust
Joseph Louis Proust (26. září 1754, Angers – 5. červenec 1826, Angers) byl francouzský chemik, objevitel glukózy a kyseliny kyanovodíkové. Zjistil, že pokud se dvě anorganické látky skutečně slučují, děje se to vždy ve stejném hmotnostním poměru (tzv. Proustův zákon)

## Život
Chemii studoval nejprve u svého otce, lékárníka v Angers. Poté odešel do Paříže, kde se stal vrchním lékárníkem v nemocnici Salpetrière. Začal chemii i vyučovat, a to v ústavu svého přítele Pilâtra de Rozier (létali spolu rovněž balónem). Na doporučení samého Lavoisiera ho španělský král Karel IV. pozval do Španělska, aby učil na dělostřelecké škole v Segovii, později v Salamance. Zde se stal profesorem chemie, roku 1789 pak ředitelem královské laboratoře v Madridu. Po smrti Karla IV. svou pozici ztratil a vrátil se do Francie, do Craonu, později do rodného Angers. Napoleon Bonaparte ho vyzval, aby zřídil továrnu na výrobu cukru, což Proust odmítl.

## Dílo
Do Francie jako první přinesl tzv. mokrou analýzu, tj. analýzu ve vodných roztocích.. Objevil kyselinu kyanovodíkovou a hroznový cukr (glukózu). Roku 1799 definoval a experimentálně prověřil zákon stálých poměrů slučovacích, který konstatuje neměnnost hmotnostních poměrů prvků ve sloučeninách. Zákon byl uznán ovšem až později a Proust o něj vedl dlouhý, osmiletý spor s Claudem Louisem Bertholletem. Stál na prahu objevu druhého slučovacího zákona, ale ten formuloval až John Dalton roku 1803.
Vedle prací o analytické chemii se zabýval i metalurgií (složení bronzu pro děla), zkoumáním střelného prachu a potravinářskou chemií.

## Ocenění
Joseph Louis Proust byl od roku 1816 členem Francouzské akademie věd. V roce 1808 byl zvolen zahraničním členem Bavorské akademie věd.
V roce 1832 byl jeho jménem pojmenován minerál proustit.